# Rittergut Förbau

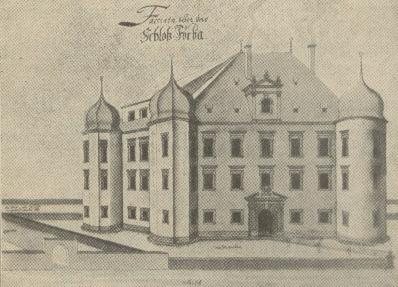
Schloss Förbau

Das Rittergut Förbau ist ein abgegangenes Rittergut mit Barockschloss in Förbau, heute ein Stadtteil von Schwarzenbach an der Saale in Oberfranken.
Der Sitz zu „Forwein“ wurde erstmals 1390 als Besitz der Familie von Hirschberg urkundlich erwähnt. Der Ort selbst ist 1229 erstmals beurkundet. Die Hirschberger erscheinen in vielen Linien von der heutigen thüringischen Grenze bis nach Weißenstadt und Bad Berneck im Fichtelgebirge. Sie sind stammesverwandt mit den von Sparneck, die auch in Förbau begütert, aber vermutlich nicht die Besitzer der Ansitze waren. Zu den weiteren frühen Besitzern des Ortes zählt das Kloster Himmelkron. Die frühen Quellen sprechen von einem oberen und einem unteren Ansitz, beide im Besitz der Hirschberger, die seit 1381 das Schloss Schwarzenbach zu Lehen hatten. Karl Dietel vermutet in dem oberen Ansitz die Ringwallanlage Förbau. Hans Hofner sieht beide Ansitze im Ort, da die Ringwallanlage wesentlich älter und später nicht mehr genutzt worden sei. Die Hussiten zerstörten Ort und Ansitze. Erst 1482 entstand eine Wasserburg, die im Dreißigjährigen Krieg zerstört und durch Nachfolgebauten ersetzt wurde.

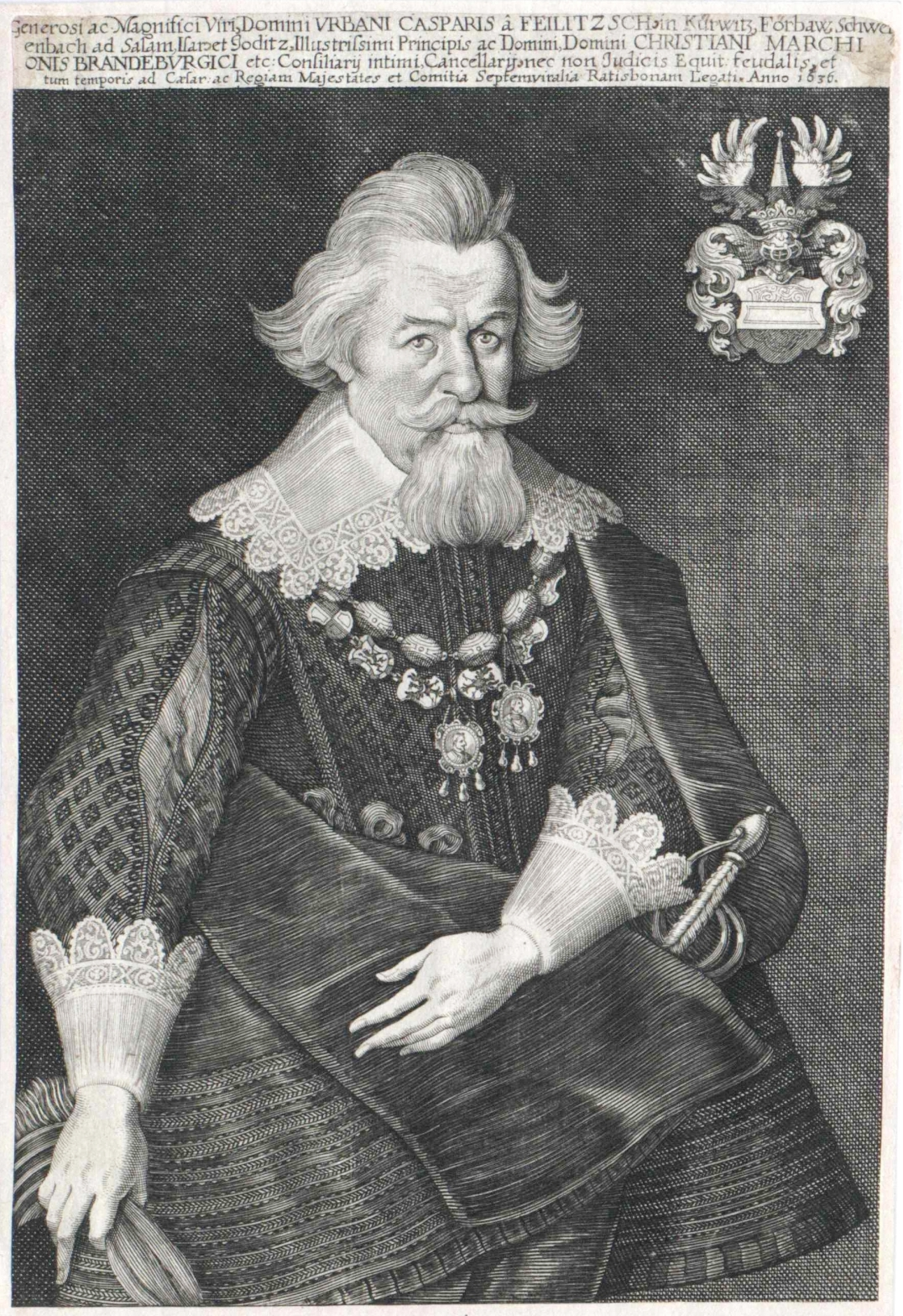
Urban von Feilitzsch (1586–1649)

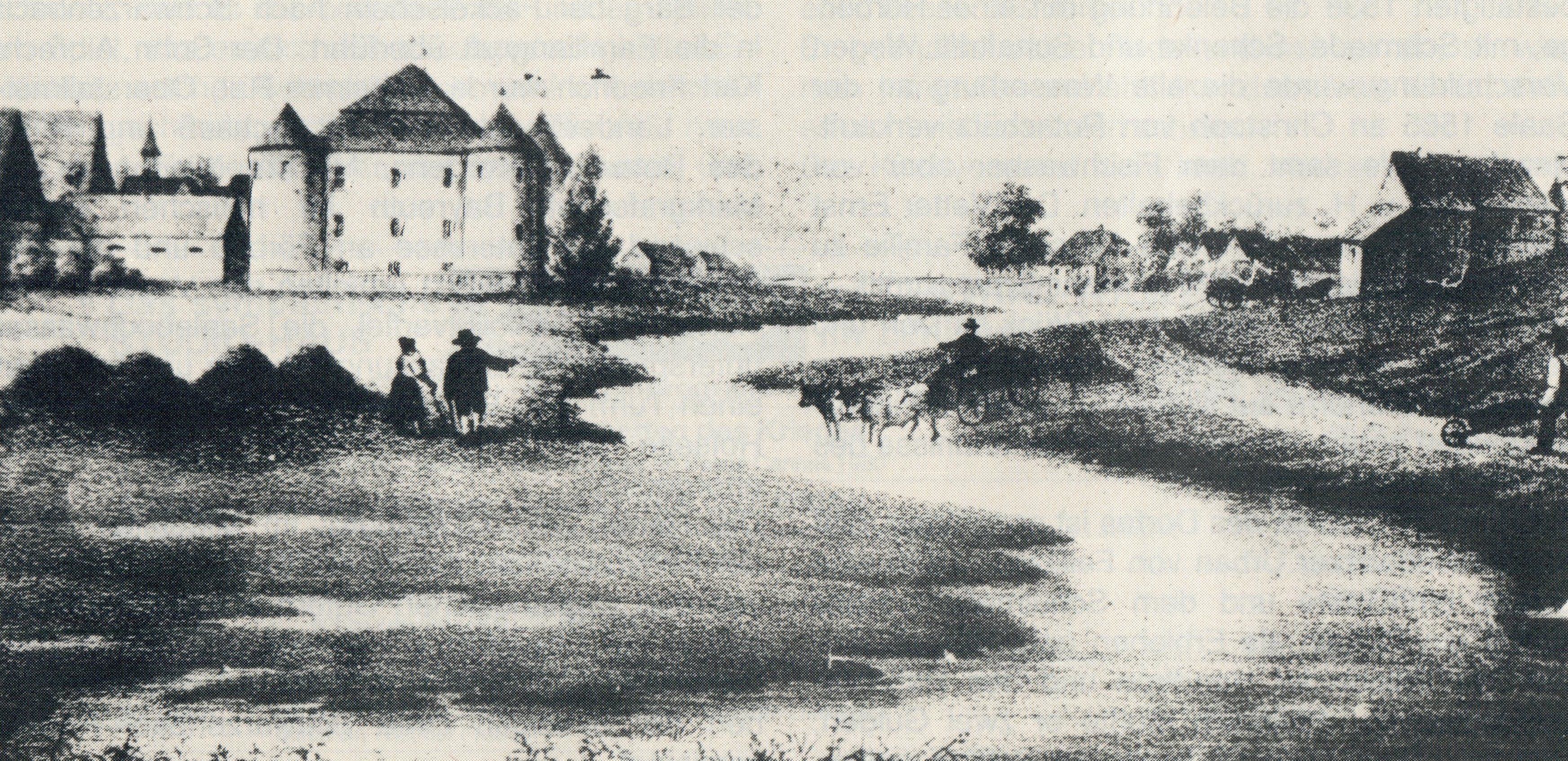
Viertürmiges Barockschloss in Münnichs Die malerischen Ufer der Saale

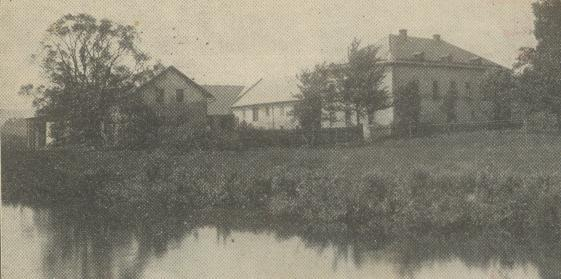
Rittergut nach dem Brand 1903

Der Besitz wechselte 1565 an Christoph von Rotschütz und später an Urban von Feilitzsch. Das Rittergut Förbau zählte zu den Sitzen der vogtländischen Ritterschaft und war mit Obergericht und Schriftsässerei ausgestattet. Es gehörte zuletzt der Familie von Schönburg-Waldenburg. Schönburgische Besitzer dieser Herrschaft nannten sich offenbar zeitweise „Schönburg-Förbau“, wie ein im Schloss Hinterglauchau ausgestelltes Gemälde belegt. Demnach existierte ein schönburgisch-waldenburgischer Ast oder eine eigene Linie Schönburg-Förbau auf diesem Sitz. Die Schönburg-Waldenburger besaßen zeitweise auch das Schloss und die Herrschaft Schwarzenbach an der Saale.
Für den Bau der Förmitztalsperre wurde das Schloss Förbau von der öffentlichen Hand erworben und das Gebäude abgerissen. An den Standort erinnern die Straßenbezeichnungen Schloßgasse und Schloßberg.